# Tjeckiskt varmblod
Det tjeckiska varmblodet är en hästras som utvecklades i forna Tjeckoslovakien under namnet tjeckoslovakiskt varmblod. Efter delningen av Tjeckien och Slovakien har även rasen delats in i två, det tjeckiska varmblodet och det slovakiska varmblodet. Rasen avlades fram främst för tävlingsbruk och till militären men hästen ska passa även de som är någorlunda nybörjare då den ska vara lättlärd och foglig. 

## Historia
Det tjeckiska varmblodets stamhästar var de hästar som föddes upp på stuterierna i forna Tjeckoslovakien under slutet av 1800-talet när Ungern-Österrike var en dubbelmonarki som hade ett stort inflytande på aveln i hela östra Europa. I grunden låg spanska och italienska hästar som hade stort inflytande på de flesta raser som avlades fram i Östeuropa under den här tiden. 
Under 1800-talet var Tjeckien fortfarande under dubbelmonarkins styre och de gamla spanska och italienska hästarna förbättrades framförallt med andra raser från Ungern, bland annat Nonius, Furioso och Shagya-araber. Ytterligare förbättringar skedde sedan med olika tyska varmblodshästar, framförallt med den lite grövre Oldenburgaren som hade liknande temperament och utseende. 
Den mest inflytelserika hingsten som kom att bli stamfader till alla hästar i den framstående blodslinjen "Bystrý" var Stallion 469 som föddes 1919. Hästarna som fötts under den här blodslinjen är oftast mer robusta och är oftast bruna, precis som Stallion. Det tjeckoslovakiska varmblodet förädlades kontinuerligt med fullblod för att ge lättare körhästar och ridhästar.
När det ungersk-österrikiska imperiet föll år 1918, efter första världskrigets slut, bildades staten tjeckoslovakien och aveln av de tjeckiska hästarna hamnade helt i händerna på det tjeckiska statstuteriet i Kladrub, som avlade fram Kladrubhästen. Under den här tiden korsade man in lättare och mer atletiska hästar så som Selle francais, arabiska fullblod och angloaraber. 
Men det tjeckoslovakiska riket drabbades hårt av flera kriser. Som en direkt följd av Münchenavtalet år 1938 mellan Storbritannien och Nazityskland gick landet under när det ockuperades 1939. Efter andra världskriget tog det tjeckoslovakiska kommunistpartiet makten år 1948. I början av 1960-talet hade Tjeckoslovakien hamnat i ekonomisk kris och det uppstod åter en opposition mot kommunisterna. En reformvänlig fraktion av kommunistpartiet försökte genomföra måttliga reformer under 1968 men dessa försök slogs ned genom en militär invasion från grannländerna. 1989 tvingades den kommunistiska regeringen att avgå. De politiska och ekonomiska förutsättningarna saknades dock för att hålla ihop landet och den 1 januari 1993 bildades de självständiga staterna Tjeckien och Slovakien.
Den tjeckiska hästaveln drabbades hårt av dessa kriser, framförallt efter andra världskrigets slut då efterfrågan på hästarna sjönk drastiskt då jordbruken och transporten moderniserades och mekaniserades. Vid detta tillfället avlade man upp de gamla tjeckiska Kinskyhästarna i det tjeckiska varmblodet för att göra dem snabbare, så till den grad att Kinskyhästen nästan utrotades. Det ökade intresset för ridsport över hela världen gjorde att efterfrågan hade ändrats till atletiska hästar med talang för ridsport. När landet splittrades i två år 1993 delades även det tjeckoslovakiska varmblodet in i två olika stamböcker istället. De hästar som avlades i Tjeckien kom att heta "Cesky Teplokrevnik", medan hästarna i Slovakien fick en egen stambok under namnet "Slovensky teplokrevnik" (Slovakiskt varmblod). Idag är rasen den mest spridda i Tjeckien och är även populär utomlands. Bland annat har flera tjeckiska varmblod importerats till Sverige och har även tävlats internationellt. 

## Egenskaper
Det tjeckiska varmblodet anses som en av de mest lättridna varmblodshästarna i världen och även nybörjare ska kunna rida den här hästen utan problem. Rasen har ingen dominant gen från någon av stamraserna, utan inflytandet har varit jämnt fördelat från de olika raserna, men vissa likheter med Shagya-araben märks i exteriören. Hästarna har långa och breda ryggar men dock meden något odefinierbar manke. Mankhöjden ligger på ca 163–168 cm och färgerna är främst brun, fux, skimmel och svart, men även gulbrun och flaxfux. Hovarna ska vara platta och starka och rörelserna är lätta och elastiska. 
Hästen är ganska stor och kraftig men passar utmärkt till ridsport, då främst dressyr, men även till körning och till viss mån banhoppning. Varmblodet är också den häst som används mest på ridskolorna runt om i Tjeckien då hästen är lättriden, villig att arbeta och lättlärd.